# Venezuela nos Jogos Paralímpicos de Verão de 2012
A Venezuela foi um dos participantes dos Jogos Paralímpicos de Verão de 2012, em Londres, no Reino Unido.

## Desempenho

### Levantamento de peso
Masculino
| Atletas                      | Evento  | Resultado | Posição |
| ---------------------------- | ------- | --------- | ------- |
| Jose Arnaldo Chirinos Vargas | +100 kg | 182,0     | 9º      |

### Natação
Masculino
| Atletas                           | Evento                 | Preliminares | Preliminares | Final       | Final       |
| Atletas                           | Evento                 | Marca        | Posição      | Marca       | Posição     |
| --------------------------------- | ---------------------- | ------------ | ------------ | ----------- | ----------- |
| Pedro Enrique Gonzalez Valdiviezo | 50 metros livre - S12  | 27s08        | 13º          | Não avançou | Não avançou |
| Mark Chirino                      | 100 metros livre - S4  | 2min06s34    | 15º          | Não avançou | Não avançou |
| Pedro Enrique Gonzalez Valdiviezo | 100 metros livre - S12 | 1min00s25    | 12º          | Não avançou | Não avançou |